# 2001年4月逝世人物列表
2001年逝世人物列表：1月 - 2月 - 3月 - 4月 - 5月 - 6月 - 7月 - 8月 - 9月 - 10月 - 11月 - 12月
2001年4月逝世人物列表，是用於匯總2001年4月期間逝世人物的列表。

## 依日期排序

### 1日
- 王伟，32岁，中国飞行员，在中美撞机事件中身亡。
- 讓·安德森（Jean Anderson），93歲，英國女演員（《兄弟》《Tenko》）。[1]
- 歐仁尼奧·傑爾曼，70歲，巴西國際象棋大師和巴西國際象棋冠軍（1951年，1972年）。[2]
- 賈揚特·科塔里（Jayant Kothari），71歲，印度文學評論家。[3]
- 泰德·麥卡蒂（Ted McCarty），91歲，美國商人。
- Jo-Jo Moore，92歲，美國棒球運動員。[4]
- Brendan O'Reilly，71歲，愛爾蘭廣播員。
- 亞歷山大·奧布拉多維奇（Aleksandar Obradović），73歲，塞爾維亞作曲家和學者。[5]
- 吉姆·普勞德富特（Jim Proudfoot），67歲，加拿大體育記者。
- 瓦萊麗·斯科特（Valerie Scott），83歲，英國網球運動員。[6]
- 拉斯·史密斯（Russ Smith），56歲，美國橄欖球運動員。[7]
- Trinh Cong Son，62歲，越南音樂家和作曲家。[8]
- Zellio Toppazzini，71歲，加拿大冰球運動員。[9]
- 拉裡·塔克（Larry Tucker），66歲，美國編劇（鮑勃和卡羅爾&泰德和愛麗絲），多發性硬化症。[10]
- 賈利勒·讚迪（Jalil Zandi），49歲，伊朗飛行王牌，車禍。

### 2日
- 查理斯·多德林（Charles Daudelin），80歲，法裔加拿大雕塑家和畫家。[11]
- 加里·吉爾哈特（Gary Gearhart），77歲，美國棒球運動員。[12]
- 安迪·蓋斯特（Andy Guest），61歲，美國政治家。
- 卡洛斯·卡恩斯·奧格登，83歲，美國陸軍軍官，榮譽勳章獲得者。[13]
- 詹妮弗·賽姆（Jennifer Syme），28歲，美國女演員和唱片主管，交通事故。[14]

### 3日
- 哈特韋爾男爵邁克爾·貝瑞（Michael Berry，Baron Hartwell），89歲，英國報社老闆。[15]
- Big Daddy Kinsey，74歲，美國芝加哥藍調歌手，吉他手和口琴手，前列腺癌。[16]
- 傑森·梅西（Jason Massey），28歲，美國被定罪的殺人犯，注射死刑。
- Kersten Meier，47歲，德國游泳運動員，自殺。[17]
- 布奇·摩爾（Butch Moore），63歲，愛爾蘭歌手和表演樂隊偶像，心臟病發作。
- 保羅·皮克（Paul Peek），63歲，美國搖滾樂先驅。
- 阿德拉·雷塔（Adela Reta），79歲，烏拉圭律師和政治家。[18]

### 4日
- 貝麗爾·吉爾羅伊（Beryl Gilroy），76歲，英國先鋒教師和小說家，心臟病發作。[19]
- Wim van der Linden，60歲，荷蘭攝影師和電影和電視導演。[20]
- 拉蒙·門多薩（Ramón Mendoza），73歲，西班牙律師和商人。
- 米特拉·米特羅維奇，88歲，塞爾維亞政治家、女權主義者和作家。
- 何塞·M·大維拉·孟山都，95歲，波多黎各政治家和律師。
- Liisi Oterma，86歲，芬蘭天文學家。
- 埃德·羅斯（Ed Roth），69歲，美國藝術家、漫畫家、定製汽車設計師和建造商。[21]

### 5日
- Benjy Dial，57歲，美式足球運動員。[22]
- 金斯利·查理斯·鄧納姆，91歲，英國地質學家。[23]
- 索尼婭·赫登布拉特（Sonya Hedenbratt），70歲，瑞典歌手和演員。
- 杰伊·米勒（Jay Miller），57歲，美國籃球運動員，心臟病發作。[24]
- 約翰·伯特倫·奧克斯（John Bertram Oakes），87歲，美國記者。[25]
- 阿尔多·奥利维耶里（Aldo Olivieri），90歲，義大利足球守門員和經理。[26]
- 大衛·勞埃德·歐文（David Lloyd Owen），83歲，英國陸軍上將和作家。[27]
- 第二代謝潑德男爵瑪律科姆·謝潑德（Malcolm Shepherd，Baron Shepherd），82歲，英國政治家，曾擔任上議院領袖。[28]
- 西奧多弟兄，94歲，德裔美國演員和喜劇演員。[29]

### 6日
- 喬治·布爾，71歲，英國記者和作家。[30]
- 丹尼·蓋瑟（Danny Gaither），62歲，美國福音歌手（比爾·蓋瑟三重奏）。[31]
- 喬杜里·德維·拉爾（Chaudhary Devi Lal），85歲，印度政治家，印度副總理。[32]
- 葉夫根尼·馬利寧（Yevgeny Malinin），70歲，蘇聯和俄羅斯鋼琴家。
- 查理斯·佩蒂格魯（Charles Pettigrew），37歲，美國歌手，R&B二人組查理斯和埃迪（Charles & Eddie）的一半，癌症。[33]

### 7日
- 大衛·格拉夫（David Graf），50歲，美國演員（《警察学校》《西翼》《交戰規則》），心臟病發作。[34][35]
- Kurt Hohenemser，95歲，德國出生的美國航空航太工程師，直升機設計的先驅。[36]
- 德里克·朗（Derek Lang），87歲，英國陸軍上將。[37]
- G. N. Ramachandran，78歲，印度物理學家。
- 比阿特麗斯·斯特林（Beatrice Straight），86歲，美國女演員（網路，坩埚，修女的故事），奧斯卡獎得主（1980年），肺炎。[38]

### 8日
- 庫爾特·阿爾姆奎斯特（Kurt Almqvist），89歲，瑞典詩人，知識份子和精神人物。
- 弗蘭克·安農齊奧（Frank Annunzio），86歲，美國政治家，帕金森病。[39]
- 亞瑟·康托爾（Arthur Cantor），81歲，美國戲劇製作人。[40]
- 弗拉迪斯拉夫·克里希申，54歲，烏克蘭蠅量級舉重運動員。
- Nello Lauredi，76歲，法國公路自行車賽車手。[41]
- Elsie Locke，88歲，紐西蘭作家、歷史學家和女權主義者。[42]
- 鮑勃·索爾（Bob Sohl），73歲，美國游泳運動員和奧運獎牌得主。[43]
- 范·斯蒂芬森（Van Stephenson），47歲，美國創作歌手，黑色素瘤。
- 瑪格麗特·維比（Marguerite Viby），91歲，丹麥女演員。[44]

### 9日
- Behram Contractor，71歲，印度記者和幽默家。
- 羅克·迪特羅，64歲，阿根廷足球運動員。[45]
- Shakoor Rana，65歲，巴基斯坦板球裁判。
- Graziella Sciutti，73歲，義大利女高音歌劇演唱家和製作人。[46]
- 威利·史塔格爾（Willie Stargell），61歲，美國棒球運動員，棒球名人堂成員，中風。[47]
- 謝東閔，93歲，臺灣政治家，中華民國副總統。

### 10日
- 讓-加布里埃爾·阿爾比科科（Jean-Gabriel Albicocco），65歲，法國電影導演。[48]
- Tadeusz Chciuk-Celt，84歲，二戰期間波蘭特種部隊特工，記者和作家。[49]
- 諾拉·愛丁頓（Nora Eddington），77歲，美國女演員和社交名媛，腎衰竭。
- John Marmion Edmond，57歲，蘇格蘭裔美國麻省理工學院海洋地球化學和海洋學教授。[50]
- 安迪·法卡斯（Andy Farkas），84歲，美式足球運動員。[51]
- 查理斯·弗里曼（Charles L. Freeman），92歲，美國聲音剪輯師和電影剪輯師。
- 蜜雪兒·弗里堡（Michel Fribourg），87歲，比利時裔美國億萬富翁商人。[52]
- 德里克·蘭伯特（Derek Lambert），71歲，英國作家。[53]
- Nyree Dawn Porter，65歲，紐西蘭女演員，白血病。[54]
- 理查·埃文斯·舒爾茨（Richard Evans Schultes），86歲，美國民族植物學家。[55]
- 羅傑·韋爾（Roger Vale），58歲，澳大利亞政治家。

### 11日
- 桑迪·布爾（Sandy Bull），60歲，美國民謠音樂家和作曲家，肺癌。[56]
- 格林威治的哈裡斯男爵約翰·哈裡斯，71歲，英國政治助手和政治家（1994年至2001年擔任上議院首席黨鞭）。[57]
- 耶日·克拉索夫卡（Jerzy Krasówka），76歲，波蘭足球運動員。[58]
- Thaddeus McCarthy，93歲，紐西蘭法學家。
- Graciela Naranjo，84歲，委內瑞拉歌手和演員。
- 卡羅琳·佩頓（Carolyn R. Payton），75歲，美國和平隊隊長（1977-1978）。[59]
- Harry Secombe，79歲，威爾士演員（The Goon Show，Oliver！，The Bed Sitting Room），前列腺癌。[60]
- 杰克·威尔逊，83歲，美式足球運動員。[61]

### 12日
- 哈威·鮑爾（Harvey Ball），79歲，美國笑臉的發明者。[62]
- 埃德蒙·巴克（Edmund W. Barker），80歲，新加坡政治家和律師，結腸外科。
- 納爾遜·伯布林克（Nelson Burbrink），79歲，美國棒球運動員，癌症。[63]
- 王恩茂，88歲，中國中將和政治家。[64]
- 哈裡·欣克爾（Harry Hinkel），97歲，美國競走運動員和奧運選手。[65]
- Reidar Hirsti，76歲，挪威報紙編輯和工黨政治家。
- Ljiljana Krstić，81歲，塞爾維亞女演員。
- Shimshon Dovid Pincus，57歲，美籍以色列東正教拉比，交通事故。

### 13日
- 馬里奧·大衛（Mario David），70歲，阿根廷電影導演和編劇。[66]
- 吉米·洛根（Jimmy Logan），73歲，蘇格蘭喜劇演員，演員，製片人和導演，癌症。[67]
- 斯蒂芬·奧康奈爾（Stephen C. O'Connell），85歲，美國法學家。
- 約瑟芬·普雷米斯（Josephine Premice），74歲，海地裔美國女演員和歌手。[68]
- 肯·韦斯顿（Ken Weston），53歲，英國音響工程師（角鬥士，艾薇塔，閃電俠戈登），奧斯卡獎得主（2001年），腎癌。[69]

### 14日
- 吉姆·巴克斯特（Jim Baxter），61歲，蘇格蘭足球運動員，胰腺癌。[70]
- 多蘿西·梅特利茨基（Dorothee Metlitzki），86歲，德裔美國作家，英語教授和猶太復國主義者。[71]
- 三波春夫，77歲，日本enka歌手和rōkyoku表演者，前列腺癌。
- 布萊恩·蘭夫特（Bryan Ranft），83歲，英國歷史學家。
- 顏成坤，98歲，香港交通及地產大亨。[72]
- 敕使河原宏，74歲，日本前衛電影製片人（《沙丘中的女人》《另一個人的面孔》），白血病。[73]

### 15日
- 唐納德·多爾夫曼（Donald Dorfman），67歲，美國數學心理學家和放射學家。[74]
- 傑克·埃爾韋（Jack Elway），69歲，美國大學橄欖球運動員和教練（華盛頓州，聖約瑟州，斯坦福大學），心臟病發作。[75]
- 喬伊·雷蒙（Joey Ramone），49歲，美國音樂家，雷蒙斯樂隊主唱，淋巴瘤。[76]
- 博·羅伯森，65歲，美國田徑運動員、足球運動員和奧運選手。[77]
- John Verrall，92歲，美國當代古典音樂作曲家。[78]

### 16日
- 埃馬努埃萊·克拉裡齊奧（Emanuele Clarizio），89歲，義大利主教和天主教會外交官。
- 賈科莫·真蒂洛莫（Giacomo Gentilomo），92歲，義大利電影導演和畫家。[79]
- 霍勒斯·格温（Horace Gwynne），88歲，加拿大拳擊手和奧運冠軍。[80]
- 阿爾弗雷德·霍恩（Alfred Horn），83歲，美國數學家。
- 黒田和夫（Paul Kuroda），84歲，日裔美國化學家和核科學家。
- 彼得·马格（Peter Maag），81歲，瑞士指揮家。[81]
- 约翰·麦克纳马拉（John R. McNamara），73歲，美國海軍軍官和主教。[82]
- 羅伯特·奧斯特洛（Robert Osterloh），82歲，美國演員。
- 穆罕默德·拉巴尼（Mohammad Rabbani），阿富汗政治家，塔利班創始人之一，肝癌。[83]
- Hank Riebe，79歲，美國棒球運動員。[84]
- 邁克爾·裡奇（Michael Ritchie），62歲，美國電影導演（《壞消息熊》（The Bad News Bears）、《弗萊奇》（Fletch）、《速降賽車手》（Downhill Racer），前列腺癌。[85]
- 湯瑪斯·H·斯蒂克斯（Thomas H. Stix），76歲，美國物理學家。[86]
- 亞歷克·斯托克（Alec Stock），84歲，英國足球運動員和足球經理。[87]

### 17日
- 默頓·大衛斯（Merton Davies），83歲，美國天文學家和太空探索先驅。[88]
- 約翰·費拉羅（John Ferraro），76歲，美國政治家（洛杉磯市議會）和大學橄欖球運動員（南加州大學）。[89]
- 阿爾弗雷德·摩恩（Alfred M. Moen），84歲，美國發明家，摩恩公司創始人。
- 理查·麥基·莫爾斯（Richard McGee Morse），78歲，美國拉丁美洲學者和學者，阿爾茨海默病。[90]
- 列昂尼德·阿方索維奇·奧斯特洛夫斯基，65歲，蘇聯足球運動員和經理。
- 特裡·斯卡利（Terry Scully），68歲，英國戲劇和電視演員。[91]
- 丹妮卡·塞列斯科維奇（Danica Seleskovitch），79歲，法語翻譯和學術作家。[92]

### 18日
- 庫爾希德·巴諾（Khursheed Bano），87歲，印度歌手和演員。
- 托尼·巴特利（Tony Bartley），82歲，英國電影和電視高管，二戰期間的戰鬥機飛行員。[93]
- 比利·米切爾（Billy Mitchell），74歲，美國爵士男高音薩克斯管演奏家。[94]
- Robert Paparemborde，52歲，法國橄欖球運動員，胰腺癌。[95]
- John Yonakor，79歲，美式足球運動員。[96]

### 19日
- 萊昂內爾·阿貝爾（Lionel Abel），90歲，美國劇作家（《押沙龍》），散文家和戲劇評論家。[97]
- 安德列·杜·布歇（André du Bouchet），77歲，法國詩人。[98]
- 庫爾特·奧特（Kurt Ott），88歲，來自瑞士的自行車手。[99]
- 伊迪絲·皮希特-阿克森菲爾德（Edith Picht-Axenfeld），87歲，德國鋼琴家和大鍵琴演奏家。[100]
- 葉戈爾·波波夫（Egor Popov），88歲，俄裔美國土木工程師。
- 哈尔·哈伊克·普里斯特（Hal Haig Prieste），104歲，亞美尼亞裔美國運動員。
- Meldrim Thomson， Jr.，89歲，美國政治家，新罕布什爾州州長（1973-1979），帕金森病。[101]
- 皮埃爾·韋爾辛斯（Pierre Versins），78歲，法國科幻小說收藏家和學者。[102]

### 20日
- 理查·奧斯丁（Richard H. Austin），87歲，美國政治家，密歇根州國務卿（1971-1994），阿爾茨海默病。[103]
- 史蒂文·普赖斯（Steven Blaisse），60歲，荷蘭賽艇運動員和奧運會銀牌得主。[104]
- Cino Cinelli，85歲，義大利賽車手。[105]
- 肯尼斯·科爾比（Kenneth Colby），美國精神病學家和計算機技術先驅。[106]
- 大衛·吉爾巴格（David Gilbarg），82歲，美國斯坦福大學數學名譽教授。[107]
- Irène Joachim，88歲，法國女高音歌唱家，聲樂教師。[108]
- 瑪麗亞·卡尼洛娃（Maria Karnilova），80歲，美國芭蕾舞演員和女演員（托尼獎音樂劇最佳女主角獎，作品《屋頂上的小提琴手》）。[109]
- 瓦艾·科洛內，89歲，薩摩亞總理。
- 莫裡斯·勞雷（Maurice Lauré），83歲，法國公務員。[110]
- 阿維格多·米勒（Avigdor Miller），92歲，美國哈雷迪拉比和作家。
- 朱塞佩·西諾波利（Giuseppe Sinopoli），54歲，義大利指揮家和作曲家，心臟病發作。[111]
- 伯特·薩特克利夫（Bert Sutcliffe），77歲，紐西蘭板球運動員。[112]

### 21日
- 以撒·科比納·阿班（Isaac Kobina Abban），68歲，迦納法官兼首席大法官。
- 伊恩·坎贝尔（Ian Campbell），第12代阿蓋爾公爵，63歲，英國貴族。[113]
- 克勞德·克拉克（Claude Clark），85歲，美國畫家和版畫家。
- Jack Haley Jr.，67歲，美國電影製片人、導演（That's Entertainment！）和紀錄片導演。[114]
- 埃德蒙·馬萊茨基（Edmund Malecki），86歲，德國國際足球運動員。[115]
- Ulla Poulsen Skou，96歲，丹麥芭蕾舞演員和女演員。
- 桑迪·烏爾里希（Sandy Ullrich），79歲，古巴棒球運動員。[116]
- 哈爾·懷特，82歲，美國棒球運動員。[117]

### 22日
- 哈比斯·馬賈利（Habis al-Majali），87歲，約旦將軍和政治家。
- 約翰·艾倫（John F. Allen），92歲，加拿大物理學家。
- 艾克·科爾（Ike Cole），73歲，美國爵士鋼琴家和作曲家，癌症。[118]
- 特雷弗·德·克萊恩（Trevor de Cleene），68歲，紐西蘭政治家和律師，癌症。
- George R. Hill III，79歲，美國化學家，癌症。
- 法迪爾·霍查（Fadil Hoxha），85歲，科索沃政治家。
- 爱德华·莫尔（Edward Muhl），94歲，美國電影業高管。
- 海科·奧伯曼（Heiko Oberman），70歲，荷蘭歷史學家和神學家。[119]
- Wesley C. Salmon，75歲，美國科學哲學家，車禍。[120]
- 羅伯特·斯塔勒，77歲，奧地利裔美國作曲家、鋼琴家和教育家。[121]

### 23日
- 倫納特·阿特沃爾，90歲，瑞典奧運標槍運動員。[122]
- 阿爾弗雷多·戈塔迪（Alfredo Gottardi），86歲，巴西足球運動員。
- 查理斯·馬登爵士，第二代男爵，94歲，英國海軍上將。[123]
- 伊萊克特拉·瓦格納·比格斯，88歲，美國女繼承人、社交名媛和雕塑家。
- 古列爾莫·比拉吉（Guglielmo Biraghi），73歲，義大利影評人和電影節導演。[124]
- Robert J. Huber，78歲，美國政治家（1973年至1975年擔任密歇根州第18國會選區的美國眾議員）。[125]
- R. A. C. Parker，73歲，英國歷史學家。[126]
- Jayant Shridhar Tilak，79歲，印度政治家和報紙編輯。
- David M. Walker，56歲，美國宇航員，中風。

### 24日
- 希尔达·卡梅伦（Hilda Cameron），88歲，加拿大短跑運動員和奧運獎牌得主。[127]
- Lindsay Daen，78歲，紐西蘭雕塑家和藝術家。[128]
- Al Hibbler，85歲，美國歌手（艾靈頓公爵管弦樂團）。[129]
- Shailesh Matiyani，69歲，印度印地語作家、詩人和散文家。[130]
- 彼得·紐金特（Peter Nugent），63歲，澳大利亞政治家，心臟病發作。
- 約瑟夫·彼得斯（Josef Peters），87歲，德國賽車手。
- 萊昂·沙利文（Leon Sullivan），78歲，美國民權領袖、社會活動家和浸信會牧師，白血病。[131]
- 保羅·蒂姆（Paul Thieme），96歲，德國印度學家。
- 約翰尼·瓦倫丁（Johnny Valentine），72歲，美國職業摔跤手。
- 李玉琴，72歲，中國貴族，溥仪皇帝的第四任妻子，肝硬化。

### 25日
- 蜜雪兒·阿爾博雷托，44歲，義大利賽車手，死於車禍。[132]
- Kow Nkensen Arkaah，73歲，迦納政治家，副總統（1993-1997）。
- 維克多·班尼科夫，62歲，蘇聯/烏克蘭足球運動員和官員。
- Rita Barisse，83歲，英國記者和作家。
- 查亞·德維，印度電影女演員。
- 格溫·弗羅斯特克，94歲，美國藝術家、企業家和作家。[133]
- Majda Potokar，71歲，斯洛維尼亞女演員。

### 26日
- 亨利·博爾蒂諾夫，87歲，美國漫畫家。[134]
- 盖伊·巴特勒（Guy Butler），83歲，南非詩人、學者和作家。[135]
- 露絲·赫爾伯格（Ruth Hellberg），94歲，德國女演員。[136]
- 莉莉·馬薩費羅（Lili Massaferro），74歲，阿根廷女演員和蒙托內羅斯激進分子，血栓性靜脈炎。
- Amrit Nahata，72歲，印度政治家和電影製片人。
- 安德列·帕斯卡（André Pascal），69歲，法國詞曲作者和作曲家。[137]
- 斯韋爾·沃爾特·羅斯托夫特（Sverre Walter Rostoft），88歲，挪威商人和政治家。
- 魯道夫·特倫克爾（Rudolf Trenkel），83歲，二戰期間的德國戰鬥機飛行員和飛行王牌。
- Elisabeth Tschermak-Woess，84歲，奧地利細胞學家和生理學家。[138]
- 倫佐·韋斯皮尼亞尼（Renzo Vespignani），77歲，義大利畫家、雕刻家和作家。[139]

### 27日
- 查理·阿普爾懷特，68歲，美國歌手和電臺主持人。
- 厄尼·格雷厄姆（Ernie Graham），54歲，北愛爾蘭歌手、吉他手和詞曲作者。
- 杰克·默多克（Jack Murdock），78歲，美國演員（《雨人》《改變狀態》《隨心所欲》），肺氣腫。
- 皮耶羅·雷尼奧利，79歲，義大利編劇和電影導演。[140]
- 理查·M·斯卡蒙（Richard M. Scammon），85歲，美國政治學家和作家，阿爾茨海默病。[141]
- 約翰·溫頓（John Winton），69歲，英國海軍軍官和作家。[142]

### 28日
- 安東尼奧·阿勞霍，77歲，葡萄牙足球運動員。
- 保羅·丹尼曼（Paul Daneman），75歲，英國演員（《不在孩子們面前》、《專業人士》、《我如何贏得戰爭》）。[143]
- Border Gezi，36歲，辛巴威政治家，交通事故。
- 埃裡卡·格林（Erica Green），3歲，美國虐待兒童受害者，被謀殺。
- 肯·休斯（Ken Hughes），79歲，英國電影導演、編劇和製片人（Chitty Chitty Bang Bang）。[144]
- 瑪麗·賈霍達（Marie Jahoda），94歲，奧地利裔英國社會心理學家。[145]
- Evelyn Künneke，79歲，德國歌手和演員，肺癌。[146]
- 沖田芳夫，98歲，日本奧運田徑運動員。[147]
- 詹姆斯·斯蒂爾，94歲，美國詩人、小說家和民俗學家。[148]
- 蓋伊·特塞羅（Guy Texereau），65歲，法國奧運長跑運動員。[149]
- 巴科·圖雷，61歲，馬里足球運動員。

### 29日
- Barend Biesheuvel，81歲，荷蘭政治家，首相（1971-1973），心血管疾病。[150]
- 戴安娜·佈雷布納（Diana Brebner），44歲，加拿大詩人。
- 巴布·奇里·夏爾巴，35歲，尼泊爾夏爾巴登山者，在攀登珠穆朗瑪峰時摔倒。
- 沃爾特·漢尼曼（Walter Hannemann），88歲，美國電影剪輯師。
- 麗塔·亨特（Rita Hunter），67歲，英國歌劇女高音。[151]
- 安迪·菲利普（Andy Phillip），79歲，美國籃球運動員。[152]
- 艾倫·斯隆（Allan Sloane），86歲，美國廣播電視作家。[153]
- 戈登·沃森（Gordon Watson），87歲，英國足球運動員。

### 30日
- 安德列亞斯·庫普弗（Andreas Kupfer），86歲，德國足球運動員。[154]
- 馬拉迪，88歲，印尼運動員、詞曲作者和政治家。
- 莫裡斯城堡的莫裡斯男爵布萊恩·莫裡斯（Brian Morris，Baron Morris），70歲，英國詩人，學者和政治家，白血病。[155]
- 弗蘭克·斯圖爾特（Frank Stewart），94歲，美國棒球運動員。[156]